# Portulaca papulifera
Portulaca papulifera är en portlakväxtart som beskrevs av Carlos Maria Diego Enrique Legrand. Portulaca papulifera ingår i släktet portlaker, och familjen portlakväxter. Inga underarter finns listade i Catalogue of Life.